# Comtat de Santa Cruz (Arizona)
Comtat de Santa Cruz és un comtat dels Estats Units del sud d'Arizona, construït el 1899. El 2010, la seva població era de 47.420, un augment de 9.039 persones des del cens 2000 de 38.381. La seu del comtat és Nogales.
Comtat de Santa Cruz, format el 15 de març de 1899, del que llavors era el Comtat de Pima, du el nom del riu Santa Cruz, que fou anomenat al segle xvii pel Pare Kino. Després que el pare Eusebio Kino va construir la famosa missió que segueix en peu avui al Parc Nacional Històric Tumacácori (Tumacácori National Historical Park).

Segons el cens de 2000, el comtat tenia una àrea total de 3.206,7 quilòmetres quadrats, dels quals 3.205,4 quilòmetres quadrats (99,96%) eren terra ferma i 1,2 km² (0,04%) era superfície coberta per aigua. Malgrat que el Comtat de Santa Cruz és el comtat més petit d'Arizona, continua sent una àrea més gran que la mitjana nacional de 1.610 km².